# 张悕
张悕（？—？），字文祖，清河郡东武城县（今河北省衡水市故城县）人，五胡十六国时期前燕大臣。

## 生平
张悕年少时孤苦贫穷，随母亲在舅舅家长大，让他放牛。张怖从小好学，事奉母亲以孝顺闻名，每天一定在放牛的闲暇时光打两捆柴、两棵菜，一是用来供养母亲，一是用来雇人教自己书法。张悕白天折下树枝练习书法，夜里就在住的地方练书法。张悕在慕容儁当燕王时，张悕任典书令。352年，慕容儁灭冉魏，夺取中原，十一月十二日，开始设置百官，任命封奕为太尉，阳骛为尚书令，皇甫真为尚书左仆射，张悕为尚书右仆射。之后张悕官至豫州刺史。